# Адамівка (колонія)
Адамівка (нім. Adamiwka, Adamowka, рос. Адамовка) або Фрайенвальд (нім. Freienwald, рос. Фрейенвальд) — колишній населений пункт (колонія) у Пулинській волості Житомирського повіту Волинської губернії та Адамівській і Фрайнвальдській сільських радах Пулинського (Червоноармійського) району Волинської округи, Київської та Житомирської областей.
Лютеранське поселення на орендованих землях, за 45 км північно-західніше міста Житомир; належало до лютеранських парафій у Геймталі та Житомирі.

## Населення
Кількість населення у 1906 році становила 218 осіб, дворів — 27, у 1910 році — 185 осіб.
У 1923 році колонія налічувала 17 дворів, у яких мешкали 92 людей, у 1924 році — 16 дворів та 93 жителі, з перевагою німецької національности.

## Історія
За довідником 1885 року — німецька колонія Пулинської волості Житомирського повіту Волинської губернії, за 6 верст від Пулин. Були кузня, водяний млин, броварня.
В кінці XIX століття — колонія Пулинської волості Житомирського повіту, за 6 верст від Пулин та 34 версти від Житомира.
В 1906 році — колонія в складі Пулинської волості (2-го стану) Житомирського повіту Волинської губернії. Відстань до губернського та повітового центру, м. Житомир, становила 40 верст, до волосної управи, в містечку Пулини — 5 верст. Найближче поштово-телеграфне відділення розташовувалося на станції Рудня.
У 1923 році увійшла в підпорядкування новоствореної Адамівської сільської ради, котра, від 7 березня 1923 року, стала частиною новоутвореного Пулинського району Житомирської (згодом — Волинська) округи. Розміщувалася за 6 верст від районного центру, міст. Пулини, та одну версту від центру сільської ради, с. Адамівка.
27 жовтня 1926 року колонію включено до складу новоствореної Стрибізької німецької національної сільської ради, котра згодом змінила назву на Фрайнвальдську, через перенесення центру до колонії Фрайнвальд.
Станом на 1 жовтня 1941 року знята на обліку населених пунктів.